# Mellhártyagyulladás
A mellhártyagyulladás vagy pleuritis(z) a mellhártya akut gyulladása.
Ez utóbbi két lapból álló hártya, amelyek közül az egyik mindkét tüdő külső felületét, míg a másik a mellüreg belsejét borítja.

## Tünetei
A betegség légzési nehézséggel, légszomjjal, lázzal, száraz köhögéssel és súlyos mellkasi fájdalommal jár.

## Kórismézése
- A mellhártya-dörzsölődés tipikus lelet a mellkast fonendoszkóppal hallgatva.
- Ultrahanggal kimutatható az esetleges folyadékgyülem.
- A mellkas röntgensugarakkal való átvilágítása.
- Komputertomográfia (CT) rétegfelvételeivel is diagnosztizáldható.
- Mágnesesrezonancia-képalkotás (MRI) segítségével is megallapítható.
- Vér vagy a lecsapolt folyadék laboratóriumi vizsgálatai igazolhatják eredetét.

## Leírása
A dörzsölődés a két pleurális réteg közötti súrlódás által keltett zajt jelenti: az új cipőkéhez hasonló ropogástól a selyem suhogásáig terjed, lehet belégzéses vagy kilégzéses zörej. A membránok gyulladásos folyamat által okozott megvastagodását jelzik. Folyadékgyülemmel is járhat.

## Okai
Okozhatja vírus- vagy bakteriális fertőzés, sérülés, autoimmun betegség.

## Kezelése
- Fájdalomcsillapításra nem-szteroid gyulladáscsökkentő gyógyszerek (NSAID) pl. indometacin, ibuprofén
- Bakteriális fertőzés esetén antibiotikumok
- Vizenyőgyülem lecsapolása
- Ágynyugalom

## Fordítás
- Ez a szócikk részben vagy egészben  a   pleurite című olasz Wikipédia-szócikk ezen változatának fordításán alapul.  Az eredeti cikk szerkesztőit annak laptörténete sorolja fel. Ez a jelzés csupán a megfogalmazás eredetét és a szerzői jogokat jelzi, nem szolgál a cikkben szereplő információk forrásmegjelöléseként.